# Soul Train Music Awards
Soul Train Music Awards är en årlig prisutdelning som hedrar det bästa i afroamerikansk musik och underhållning. Galan produceras av skaparna bakom tv-programmet Soul Train.